# Elias van den Broeck

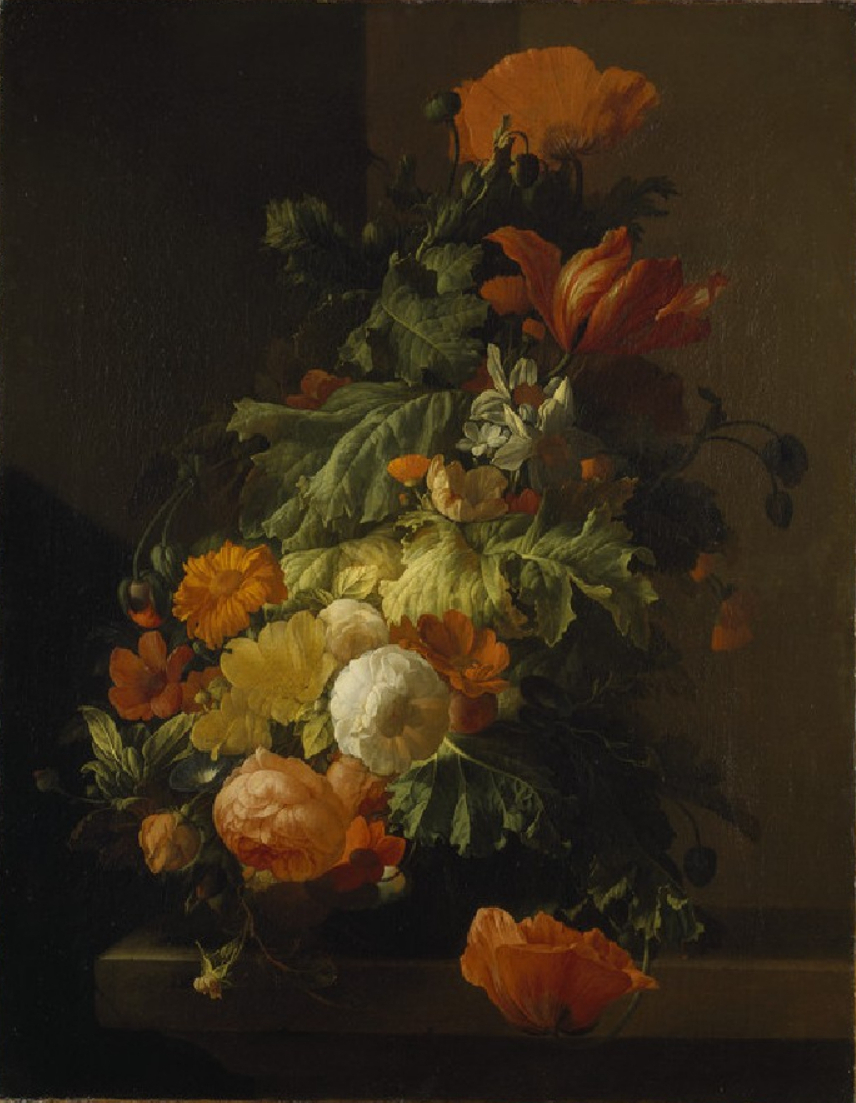
Blommor i en vas, cirka 1690

Elias van den Broeck, född omkring 1650 och död 1708, var en nederländsk blomstermålare.
Broeck var verksam först i Antwerpen, därefter i Amsterdam. Han utmärkte sig genom sitt minutiösa naturåtergivande. Ett signerat blomsterstycke av van den Broeck finns i Nationalmuseum.